# 一本背負投
一本背負投（いっぽんせおいなげ）は、柔道の投技で手技16本の一つ。講道館や国際柔道連盟 (IJF) での正式名。IJF略号ISN。柔道では背負投（せおいなげ）から分離独立した。通称および相撲での名称一本背負い（いっぽんぜおい）、天神真楊流での別名背遂投、別名肩背負（かたせおい）、片手背負。相撲での旧称背負い投げ（せおいなげ）、負投（おいなげ）、一本負（いっぽんしょい）、背負投（しょいなげ）。

## 概要
前もしくは右（左）前隅に崩しながら、前回りさばきで受の懐に踏み込む、または、後ろ回りさばきで受を引き出し、体を沈め、右（左）腕、すなわち、釣り手で、受の右肩をつかむか抱えるとで固定し、受の体を背負い上げて、引き手で引いて引き手側に投げる技。引き手は受の上腕の辺りの袖を持つのが一般的である。受の前袖や手首を持ってもよい。前袖を掴んで、膝のバネを使って、うまく技が掛かれば、片手（片腕）で投げる事も出来る。

## 変化
雑誌『近代柔道』の「入門 一流の技術 一本背負投」では棟田康幸は釣り手右手の手刀で相手の右腕を曲げたのち、両手で相手の右袖を持っての一本背負投を紹介している。

### 左一本背負投

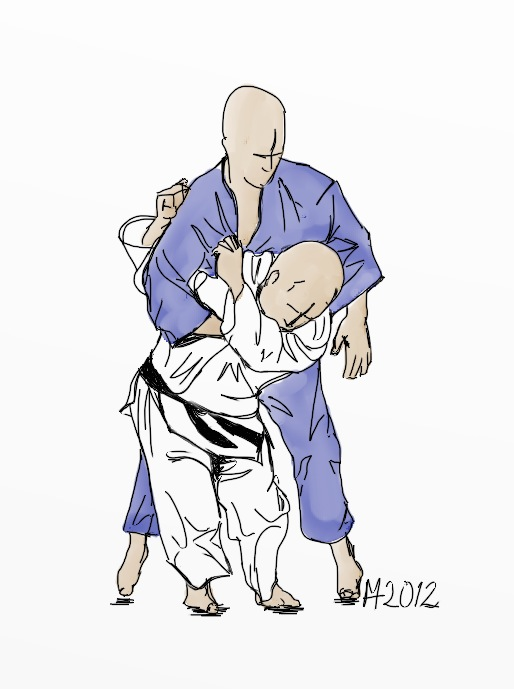
左組の左一本背負投のイラスト
左組なので相手の右腕を抱えている

左一本背負投のビデオクリップ

左一本背負投（ひだりいっぽんせおいなげ）は右組の場合、釣り手の右手で受の左前襟を持って左腕で受の左肩をつかむか抱えることで固定し釣り手側に投げる一本背負投。記録映画『柔道の真髄 三船十段』では「背負投」の一つとして三船久蔵が演じている。2020年の『近代柔道』誌の「入門 一流の技術 一本背負投」では柔道家5人中、坂本大気、谷本歩実、吉永慎也、岡明日香の4人はこのタイプの一本背負投を紹介している。柔道家の上野清吾は基本形と比較しての利点として、相四つの時、背後に回られ絞められるおそれが少ない旨述べている。別名左肩背負（ひだりかたせおい）。

### 背負い刈り
背負い刈り（せおいがり）は技を掛ける際に自然体から引き手は相手の袖を掴んだまま釣り手で引き手側の相手の膝へ外無双を掛ける一本背負投。木村政彦が昭和15年(1940年)の昭和天覧試合用の新技として開発し、決勝戦で石川隆彦を投げている。名付けたのは主審を務めた磯貝一。脚に手を当てる投げ技なので国際柔道連盟ルールでは使用できなくなった。

### 逆一本背負投
逆一本背負投（ぎゃくいっぽんぜおいなげ）は左組の場合、相手の右襟を左釣り手で掴んだ状態から、右引き手は受の右袖を掴んで、左手を持ち替え受の右腕を抱え、自らの体を右足前回りさばきか左足後ろ回りさばきで右に一回転させながら、釣り手側に投げるなど相手の右腕を左肩で背負う一本背負投。
試合での実例
- 2004年全日本柔道選手権大会3回戦

×松本勇治（神奈川県警）　（1:51 一本背負投）　棟田康幸（警視庁）○
棟田は右手で松本の左袖を掴み右肩で背負って片手での逆一本背負投をきめた。

#### 逆手の背負投

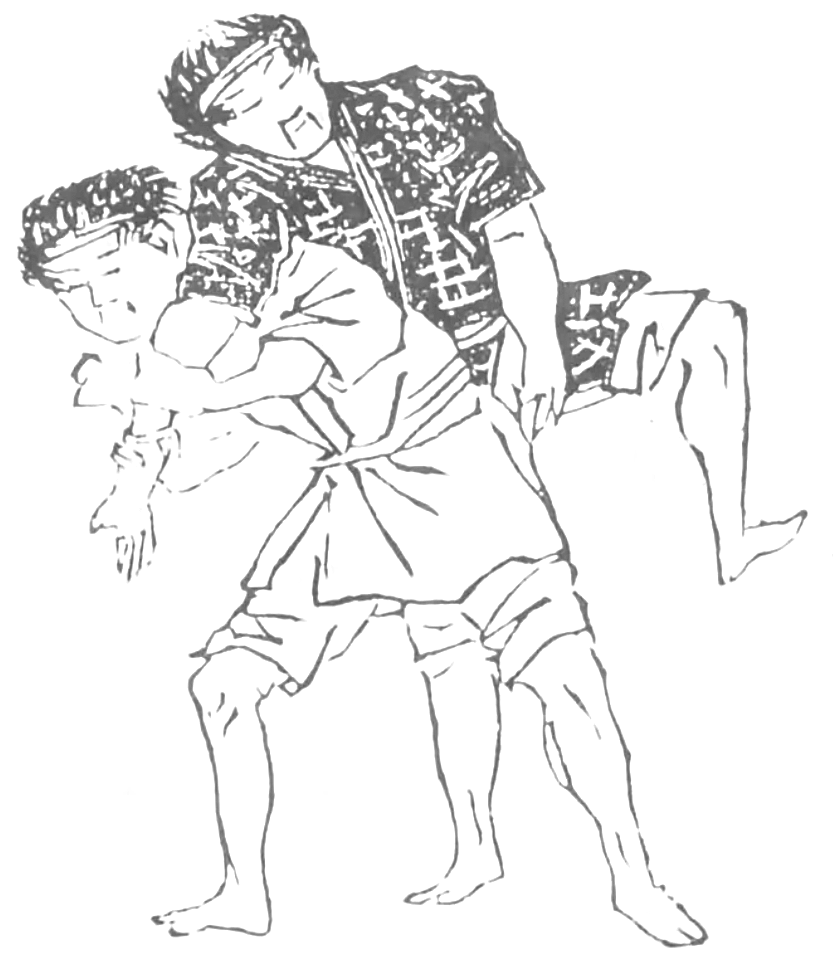
腕の関節を極めて投げる逆手の背負投

相手の右手首を取り右肘関節を左肩に掛けてショルダーアームブリーカーで逆を極めながら背負い、相手が浮き上がったところを投げる逆一本背負投である。
江戸時代の古流柔術の諸流派でよく用いられた技であるが、幕末から明治時代初期の乱捕でも使われていた。
天神真楊流の井口松之助が1887年（明治20年）に書いた『柔術剣棒図解秘訣』にこの技が図解で紹介されているが、危険な手であるため不熟の者はこの手を省くべしと記されている。

### 背負巻込
背負巻込（せおいまきこみ）は背負上げた後、体を捻って巻き込んで投げる横捨身技の一本背負投。柔道家の大滝忠夫は前半は一本背負投で後半は内巻込である旨、表現している。柔道形極の形居取後取でも演じられている 。1982年の「講道館柔道の投技の名称」制定に向けて講道館では新名称の候補に挙がったが「背負投」に含めることになり採用されなかった。当時、一本背負投は背負投に含まれていた。

### 肩落

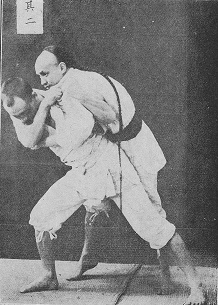
左技の肩落の実演

肩落（かたおとし）は右自然体から右足を相手の右足の外に踏み込み、右手を相手の右奥袖に持ちかえ相手の右前脇を右後ろ肩に密着させ両手の引きと体の捻りで相手を前に落とす背負わないで右肩を軸に振り投げる神道六合流の手技。相撲の腕捻りのような技。別名肩車。講道館やIJFの肩車とは異なる。
左技の肩落は、右自然体から右手で相手の左横襟を持ち、左足を相手の左足外側に踏み込み、回り込んで左手は相手の左腋下を通して左奥袖を掴んで自身の左肩を軸に振り投げる左一本背負投の様な手技である。

## 連絡技
もし、一本背負いを堪えられたら、内巻込に繋ぐという連絡技もある。

## 得意とする選手
昭和では木村政彦、猪熊功および岡野功、平成では古賀稔彦の得意技としても有名。フィクションの世界では『YAWARA!』の主人公で、同作のヒロインでもある猪熊柔の得意技としても知られている。

## 分類と名称
かつては背負投として分類されていた。1995年9月、千葉市での国際柔道連盟 (IJF) 総会でIJF教育委員会（佐藤宣践委員長）で検討してきた一本背負投と背負投を分離しているIJF技名称を決定した。講道館では既に分かれていた国際柔道連盟の分類法に合わせる形で1997年（平成9年）4月1日に改正され、「背負投」は背負投（双手背負）と「一本背負投」に分かれた。

## 投の形
投の形の手技の2本目にある「背負投」が、実際には一本背負投の技法である。上記の名称の改正前に制定されたため、この名称になっている。受の振り上げた右拳を左手で受け止め、そのまま受の右腕を取り一本背負投に投げる。

## 柔道以外での類似の技

### 天神真楊流
柔道の基になった、天神真楊流の乱捕技に「背遂投」という一本背負投と同じ技が存在する。

### 相撲
大相撲では「一本背負い」という日本相撲協会制定決まり手八十二手、投げ手の一つである。
相手の懐に入って相手の片腕を両手で抱え、肩に担いで自分の前方に投げ倒す大技であるが、相撲においては相手に背を見せることは送り出しでの負けの可能性が高く、そうでなくても相手を投げる途中にひざなどをついてしまうと即負けとなるため、滅多に成功することはない。また、力士は体重が重く簡単には自分の背中に相手を乗せることができないため、この技を掛けようとすること自体ほとんどない。1948年の講道館機関誌『柔道』で玉嶺生は、相撲ではつぶされる恐れがあるので敬遠されているようだ、と述べている。また、出羽湊利吉（最高位関脇）が使ってるとも述べている。関取での主なものは以下の通り。
- 1974年11月場所12日目、金城が玉ノ冨士に対して一本背負いを決めて勝利。
- 1986年5月場所11日目、十両の取組で魄龍が栃纒に対して決める。
- 1986年9月場所13日目、十両の取組で魄龍が三杉磯に対して決める。
- 1987年5月場所3日目、十両の取組で魄龍が高道に対して決める。魄龍は1年間で3度決める。
- 2000年11月場所7日目、十両の取組で濵錦が玉ノ国に対して勝利。
- 2000年11月場所14日目、魁皇が武蔵丸相手に不完全な形ながらも決める。幕内では26年ぶり。
- 2003年7月場所4日目、十両の取組で豪風が千代天山に対して決めている
- 2004年5月場所千秋楽、豪風が金開山に対して勝利。
- 2009年9月場所千秋楽、十両の取組で白馬が土佐ノ海に対して決める。
- 2011年9月場所5日目、磋牙司が栃乃若に対して勝利。
- 2014年1月場所12日目、里山が栃乃若に対して勝利。
- 2017年1月場所8日目、豪風が魁聖に対して勝利[27][28]。
- 2021年9月場所9日目、豊昇龍が若隆景に対して勝利[29]。

中学時代まで柔道をやっていた豪風はこの技を得意としている。幕内で一本背負いを複数回決めた力士は2017年現在、豪風が唯一である。
2017年11月場所9日目では照強が貴源治を逆一本背負投の様に投げたが、決まり手は腰投げとなった。

### レスリング
レスリングにおいては、アームスローと呼ばれる。類似の技として、サルト（巻き込み一本背負い、巻き投げ）が存在する。
こちらは柔道では内巻込に近い。

### その他の格闘技
一本背負いの欠点として、相手に背を向けてしまう点が挙げられる。このため、相手を投げただけでは勝ちにならず、バックを取られると圧倒的に不利になる総合格闘技、ブラジリアン柔術では一本背負は、投げに失敗した時のリスクが大きくあまり見られない。